# Darkness Prevails
Darkness Prevails — дебютний мініальбом американського пост-хардкор гурту Devil Sold His Soul, випущений в листопаді 2005 року.

## Список композицій
| #     | Назва                 | Тривалість |
| ----- | --------------------- | ---------- |
| 1.    | «Darkness Prevails»   | 3:46       |
| 2.    | «Some Friend»         | 6:05       |
| 3.    | «Clouds»              | 3:41       |
| 4.    | «LIYL»                | 2:15       |
| 5.    | «Like It’s Your Last» | 7:38       |
| 23:25 |                       |            |